# مقاطعة هاوارد (تكساس)
مقاطعة هاوارد (بالإنجليزية: Howard  County) هي إحدى المقاطعات في ولاية تكساس، الولايات المتحدة الأمريكية.